# Лодьма
Лодьма — река на севере России, протекает по территории Приморского района Архангельской области. Длина реки — 138 км, площадь водосборного бассейна — 1910 км².
Река берёт своё начало из озера Лодьмозеро. Впадает в протоку Кузнечиха Северной Двины.
Равнинная река, течение слабое. Пользуется популярностью у рыбаков и туристов на байдарках. В половодье раньше ходили из Архангельска грузовые суда, после вырубок леса река сильно обмелела. Вблизи устья реки находится понтонный мост автодороги «Архангельск — Поморье — Тучкино — Верхотина».
На берегах Лодьмы находится несколько деревень (Часовенская, Коровкинская).
Участок от деревни Часовенская до устья реки (24 км) является частью внутренних водных путей Российской Федерации.
Притоки: Рада, Берёзовка, Злодеев, Камышин, Кинчевка, Сумара (22 км); река Куропалда (44 км); ручей Карбасный (123 км).

### Карты
- Лист карты Q-37-128,129,130 Архангельск. Масштаб: 1 : 100 000. Указать дату выпуска/состояния местности.
- Лист карты Q-37-131,132 п  Боброво. Масштаб: 1 : 100 000. Состояние местности на 1983 год. Издание 1987 г.